# Iosif Gribow
Iosif Iwanowicz Gribow (ros. Иосиф Иванович Грибов; ur. 1905 we wsi Kuty k. Oszmiany, zm. w styczniu 1976 w Smoleńsku) – oficer NKWD i KGB, wykonawca zbrodni katyńskiej.
Był Białorusinem o niepełnym średnim wykształceniu, służącym w OGPU od 15 kwietnia 1925 do 1 października 1927 i ponownie od 25 marca 1928. Początkowo był pełnomocnikiem Oddziału Rewicyjno-Statystycznego Pełnomocnego Przedstawicielstwa (PP) OGPU obwodu zachodniego, a od 1932 asystentem pełnomocnika do obsługi 127. pułku strzeleckiego Oddziału Specjalnego PP OGPU tego obwodu. Od 1933 pomocnik komendanta Oddziału Ewidencyjno-Statystycznego PP OGPU tego obwodu zachodniego (przemianowanego później na smoleński), od 15 lipca 1938 zastępca komendanta więzienia Urzędu Bezpieczeństwa Państwowego (UGB) Zarządu NKWD obwodu smoleńskiego. 1938-1940 p.o. komendanta, potem komendant wydziału komendanckiego Oddziału Administracyjno-Gospodarczego Zarządu NKWD obwodu smoleńskiego. Za udział w mordowaniu polskich jeńców 26 października 1940 otrzymał nagrodę pieniężną (rozkazem Ławrientija Berii). 6 sierpnia 1956 w stopniu podpułkownika KGB przeniesiony do rezerwy z powodu choroby.

## Odznaczenia
- Order Lenina (30 stycznia 1951)
- Order Czerwonego Sztandaru (12 maja 1945)
- Order Czerwonej Gwiazdy (dwukrotnie - 15 stycznia 1945 i 11 kwietnia 1955)

I 4 medale.